# Thambema thunderstruckae
Thambema thunderstruckae is een pissebeddensoort uit de familie van de Thambematidae. De wetenschappelijke naam van de soort is voor het eerst geldig gepubliceerd in 2012 door Karol Zemko en Stefanie Kaiser.
De soort werd ontdekt bij het eiland King George in de Zuid-Shetlandeilanden. Ze is genoemd naar het nummer "Thunderstruck" van de band AC/DC. Dit is de favoriete song van Karol Zemko.